# Ácido sulfônico

Estrutura química de ácido sulfônico.

Em química inorgânica, ácido sulfônico é um ácido hipotético com fórmula H-S(=O)2-OH. Esta composição é uma menos estável tautômero do ácido sulfuroso HO-S(=O)-OH, por isso o ácido sulfônico se converte rapidamente neste quando é formado. Compostos derivados com substituição do hidrogênio ligado ao enxofre com compostos orgânicos são estáveis. Estes podem então formar sais ou ésteres chamados sulfonatos.

## Ácidos sulfônicos

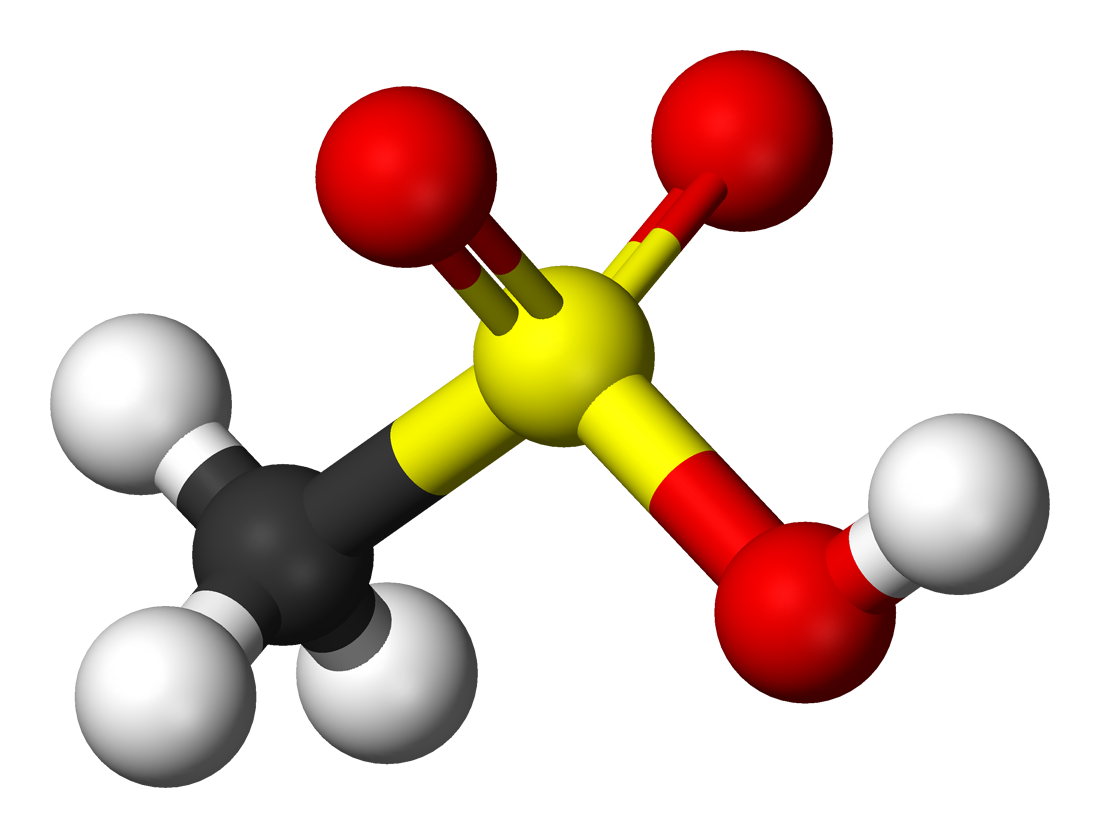
Modelo de bolas e varetas de ácido metanosulfônico

Em química orgânica, ácidos sulfônicos são uma classe de ácidos orgânicos com a fórmula geral R-S(=O)2-OH, onde R é usualmente um hidrocarboneto de cadeia lateral.
Ácidos sulfônicos são tipicamente ácidos mais fortes que seus ácidos carboxílicos equivalentes, e tem tendência única de ligar-se firmemente à proteínas e Carbohidratos; a maioria dos corantes "laváveis" são ácidos sulfônicos (ou têm o grupo funcional sulfonil neles) por esta razão. Eles são também usados como catalisadores e intermediários para uma série de diferentes produtos.
Ácidos sulfônicos e seus sais (sulfonatos) são usados extensivamente em produtos tais como detergentes, drogas do tipo sulfas, antibacterianas, resinas trocadoras de íons (usadas em purificação de água por deionização) e corantes.
O mais simples exemplo é o ácido metanossulfônico, CH3SO2OH, o qual é um reagente regularmente usado em química orgânica. Ácido p-toluenosulfônico é também um importante reagente.são compostos derivados do ácido sulfúrico.

## Cloretos de ácido sulfônico
Cloretos de ácido sulfônico são uma classe de compostos orgânicos com a fórmula geral R-SO2-Cl. Estes compostos reagem facilmente com nucleofílicos (como álcoois, aminas etc). Se o nucleofílico é um álcool o produto é um éster sulfônico, se é uma amina será uma sulfonamida. Cloretos de ácidos sulfônicos importantes são o cloreto de tosila, o cloreto de brosila, o cloreto de nosila e o cloreto de mesila. Um procedimento sintético para sintetizar os cloretos de ácido sulfônico é a reação de Reed.

## Ésteres sulfônicos
Ésteres sulfônicos são uma classe de compostos orgânicos com a fórmula geral R-SO2-OR. Ésteres sulfônicos são considerados bons grupos lábeis em substituições nucleofílicas alifáticas.